# جایزه امی ساعات پربیننده برای بهترین بازیگر زن در مجموعه تلویزیونی کوتاه یا فیلم تلویزیونی
جایزه امی ساعات پربیننده برای بهترین بازیگر زن در مجموعه کوتاه یا فیلم تلویزیونی جایزه تلویزیونی است که هرساله توسط آکادمی علوم و هنرهای تلویزیون اعطا می‌شود.

## دهه ۱۹۹۰
- ۱۹۹۰ - باربارا هرشی
- ۱۹۹۱ - لین ویتفیلد
- ۱۹۹۲ - جنا رولندز
- ۱۹۹۳ - هالی هانتر
- ۱۹۹۴ - کریستی آلی
- ۱۹۹۵ - گلن کلوز
- ۱۹۹۶ - هلن میرن
- ۱۹۹۷ - الفری وودارد
- ۱۹۹۸ - الن بارکین
- ۱۹۹۹ - هلن میرن

## دهه ۲۰۰۰
- ۲۰۰۰ - هلی بری
- ۲۰۰۱ - جودی دیویس
- ۲۰۰۲ - لورا لینی
- ۲۰۰۳ - مگی اسمیت
- ۲۰۰۴ - مریل استریپ
- ۲۰۰۵ - اس اپاتا مرکرسون
- ۲۰۰۶ - هلن میرن
- ۲۰۰۷ - هلن میرن
- ۲۰۰۸ - لورا لینی
- ۲۰۰۹ - جسیکا لنگ

## دهه ۲۰۱۰
- ۲۰۱۰ - کلیر دینز
- ۲۰۱۱ - کیت وینسلت
- ۲۰۱۲ - جولیان مور
- ۲۰۱۳ - لورا لینی
- ۲۰۱۴ - جسیکا لنگ
- ۲۰۱۵ - فرانسیس مک‌دورمند
- ۲۰۱۶ - سارا پلسون
- ۲۰۱۷ - نیکول کیدمن
- ۲۰۱۸ - رجینا کینگ
- ۲۰۱۹ - میشل ویلیامز
- ۲۰۲۰ - رجینا کینگ
- ۲۰۲۱ - کیت وینسلت
- ۲۰۲۲ - آماندا سایفرد
- ۲۰۲۳ - الی وانگ
- ۲۰۲۴ - جودی فاستر